# Merlin Stone
Merlin Stone (Brooklyn (New York), 27 september 1931 – Daytona Beach, 23 februari 2011) was een Amerikaanse beeldhouwster en professor in kunst en kunstgeschiedenis, mogelijk het bekendst van haar feministische boek When God Was a Woman (1976), dat in het Nederlands verscheen als Eens was God als vrouw belichaamd (1979).

## Biografie
Stone kreeg interesse in archeologie en antieke religie door haar studies van antieke kunst. Zij onderwees aan de University at Buffalo. Tussen 1958 en 1967 was Stone ook als beeldhouwster actief, waarbij zij op veel plaatsen tentoonstelde en talloze opdrachten uitvoerde.
Stone besteedde een tiental jaar aan de research voor haar boek dat in het Verenigd Koninkrijk verscheen onder de titel The Paradise Papers en vervolgens in de VS als When God was a Woman (1976). Zij beschrijft er haar theorie over het gaandeweg onderdrukken van de Moedergodin-cultus door de Hebreeën in Kanaän en hoe hun reactie op het daaraan gekoppeld matriarchaat en de matrilineaire sociale structuren tot de vorming van het Judaïsme en vervolgens het Christendom leidde. Stone beschrijft vervolgens hoe in haar optiek, vanuit die religieuze positiebepaling van de vrouw, haar rechten op basis hiervan historisch aan banden zijn gelegd, doordat de (mannelijke) wetgever eenzelfde instelling ten opzichte van de vrouw blijft volgen. Stone treedt hiermee in het spoor van de opvatting, door auteurs als James Frazer, Marija Gimbutas, Robert Graves en anderen eerder geopperd, dat ooit een historische trendbreuk in de oorspronkelijk matriarchale structuur van de samenleving geleid zou hebben tot de globaal ondergeschikte positie en achtergestelde ontwikkeling in de status van de vrouw.
Een ander belangrijk werk, Ancient Mirrors of Womanhood (1979) bevat een verzameling van verhalen, mythen en gebeden in verband met godinnen uit tal van wereldreligies, zowel uit de antieke als meer recentere geschiedenis. Haar hypotheses zijn radicaal en uitdagend ten aanzien van de geldende academische kijk op de oudheid en zorgen dan ook voor de nodige controversen. Zij is verder nog auteur van aan aantal korte verhalen, boekrecensies, en essays, waaronder "3000 Jaar Racisme".
When God was a Woman had in de Verenigde Staten een sterke invloed bij het opkomend besef van een godinnencultus in de jaren zeventig en tachtig. Het sprak vrouwen die in een traditioneel Joods-Christelijke omgeving waren opgevoed in duidelijke en simpele bewoordingen aan, en maakte aldus het concept van de Moedergodin toegankelijk voor hen. 
Het werd in het Duits en het Frans vertaald en verscheen in 1979 in het Nederlands bij uitgeverij Servire als Eens was God als vrouw belichaamd (1979).

## Boeken
- The paradise papers : the suppression of women's rites / When God Was a Woman (1976) ISBN 0-15-696158-X
- Ancient mirrors of womanhood : a treasury of goddess and heroine lore from around the world (1979) ISBN 0-8070-6751-2
- Ancient Mirrors of Womanhood Volume 2
- 3000 Years of Racism